# 雷焦艾米利亞高鐵站

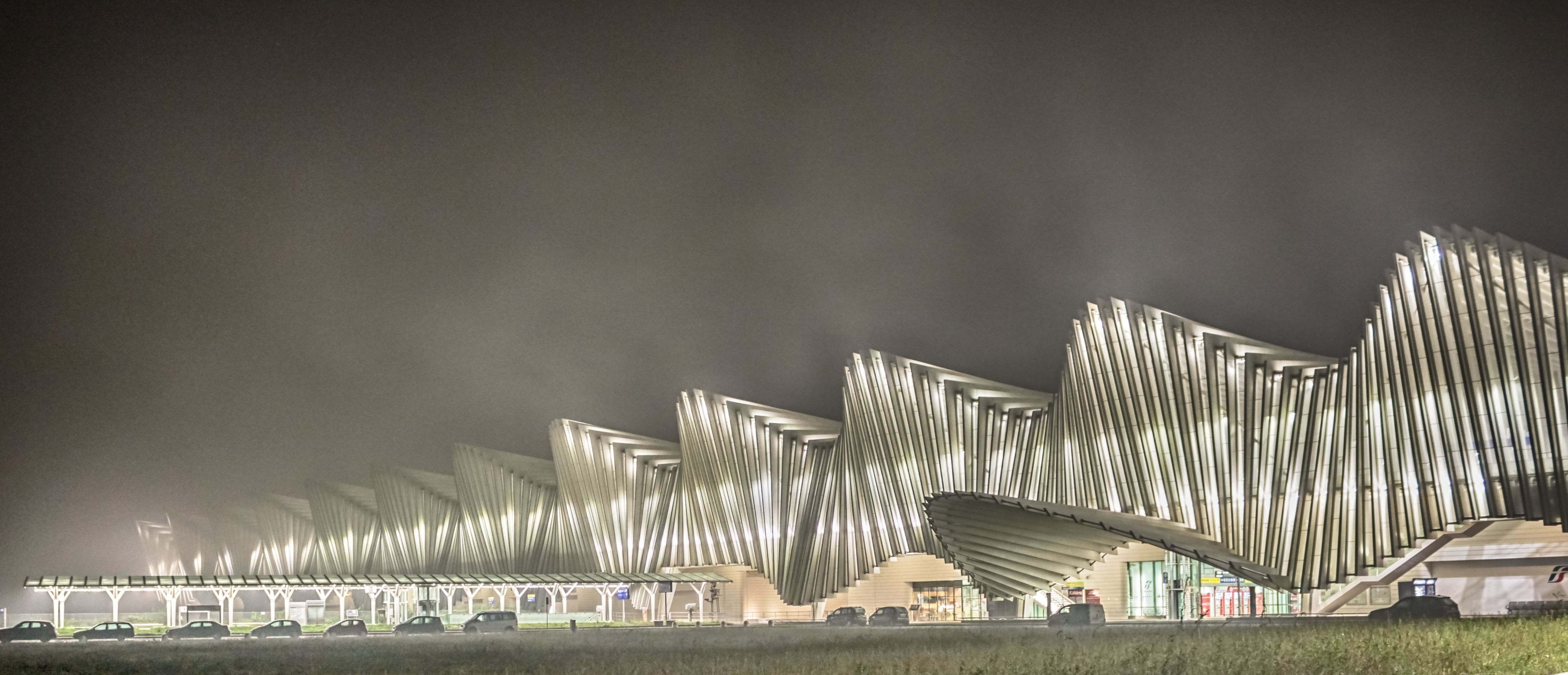
車站夜景

雷焦艾米利亞梅迪歐帕達納車站（義大利語：Stazione di Reggio Emilia AV Mediopadana）是位於意大利艾米利亞-羅馬涅大區雷焦艾米利亞的一個高速鐵路車站。該站位於米蘭－博洛尼亞高速鐵路和雷焦艾米利亞－瓜斯塔拉鐵路上，為米蘭－博洛尼亞高鐵中途唯一的停靠站。
車站位於市中心以北約4公里處，由西班牙建築師聖地牙哥·卡拉特拉瓦設計，並於2013年6月完工啟用。